# Jeu
Pour les articles homonymes, voir Jeu (homonymie).

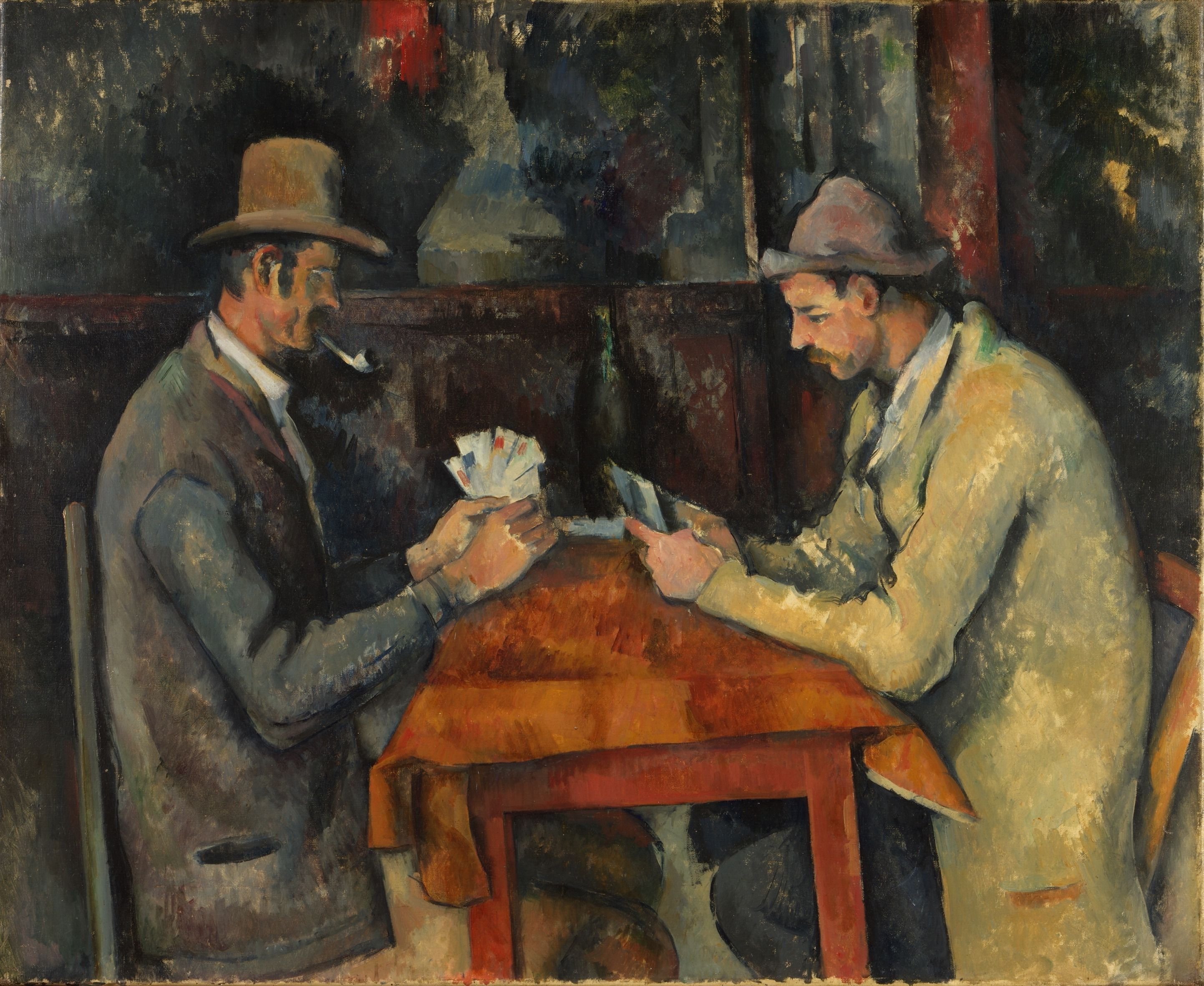
Les Joueurs de cartes de Paul Cézanne (1892-1895, Institut Courtauld).

Le jeu est une activité, humaine ou animale, pratiquée pour se divertir.
Existant principalement chez les mammifères et certains oiseaux, cette activité d'ordre psychique ou bien physique crée une dépense d'énergie décorrélée des intérêts essentiels immédiats autres que le plaisir. De ce fait, Johan Huizinga remarque que de très nombreuses activités humaines peuvent s'assimiler à des jeux. Mais la définition du jeu reste difficile à circonscrire, ce qui présente un intérêt pour la philosophie.
Il est plus facile de répertorier les jeux. Ceux-ci se caractérisent généralement par un nom et des règles qu'on peut classer par types.
Les sciences de l'éducation et du développement humain, les sciences cognitives, la pédagogie examinent le jeu comme pratique infantile, importante pour les apprentissages et l'éducation, ce qui peut le rendre productif à moyen et long termes. Dans le jeu, le jeune humain, comme celui d'autres espèces, réalise sans enjeu vital des actes qui lui seront nécessaires dans sa vie adulte.
L'adulte, cependant, continue à jouer, et applique fréquemment le concept de jeu à des activités qu'il ne conçoit pas comme purement divertissantes. C'est ainsi qu'on pose la question « quel jeu joues-tu ? ». La sociologie et la psychologie des interactions humaines, établissent, l'une et l'autre, des liens entre les jeux réglés, comme les sports, et les conventions, souvent implicites, qui règlent la vie des sociétés et les sentiments des individus qui les composent. Cette extension du concept de jeu donne en économie la théorie des jeux.

## Généralités

### Le mot «jeu»
Le mot « jeu » vient du mot latin jocus signifiant « plaisanterie » ou « badinage », qui a aussi donné en français jouet. Par métonymie, on appelle « jeu » l'ensemble des cartes à jouer, et par extension, tout assortiment ou ensemble. En informatique, on a ainsi des jeux de données. Le « jeu » peut aussi désigner la façon personnelle de pratiquer un jeu ou de jouer d'un instrument.
En latin les jeux sont désignés par ludi, qui a donné en français « ludique » et autres dérivés (ludothèque, ludant, ludé, ludion…).
Les sens dérivés du mot renseignent sur l'étendue du concept. On connaît, dans de nombreuses langues, les jeux de l'amour ; certaines figures de style sont des jeux de mots ; les comédiens « jouent » leur rôle, plutôt que de les « agir », bien qu'on les dise aussi acteurs ; la « règle du jeu » désigne par synecdoque l'ensemble des conventions sociales. En français, on joue d'un instrument de musique, que les Espagnols, comme les anciens Français, « touchent » ; et deux pièces qui peuvent avoir du mouvement l'une par rapport à l'autre ont du jeu. Quand une activité d'apprentissage prend une forme qui rappelle un jeu, par exemple un jeu de rôles, on parle de jeu sérieux.
Par ailleurs, il est une situation où l'emploi du  mot « jeu » peut avoir un enjeu particulier de reconnaissance. Notamment dans le domaine sportif  et en France, où le terme jeu à XIII est employé pour désigner administrativement le rugby à XIII de 1947 à 1993.

### Difficulté de la définition

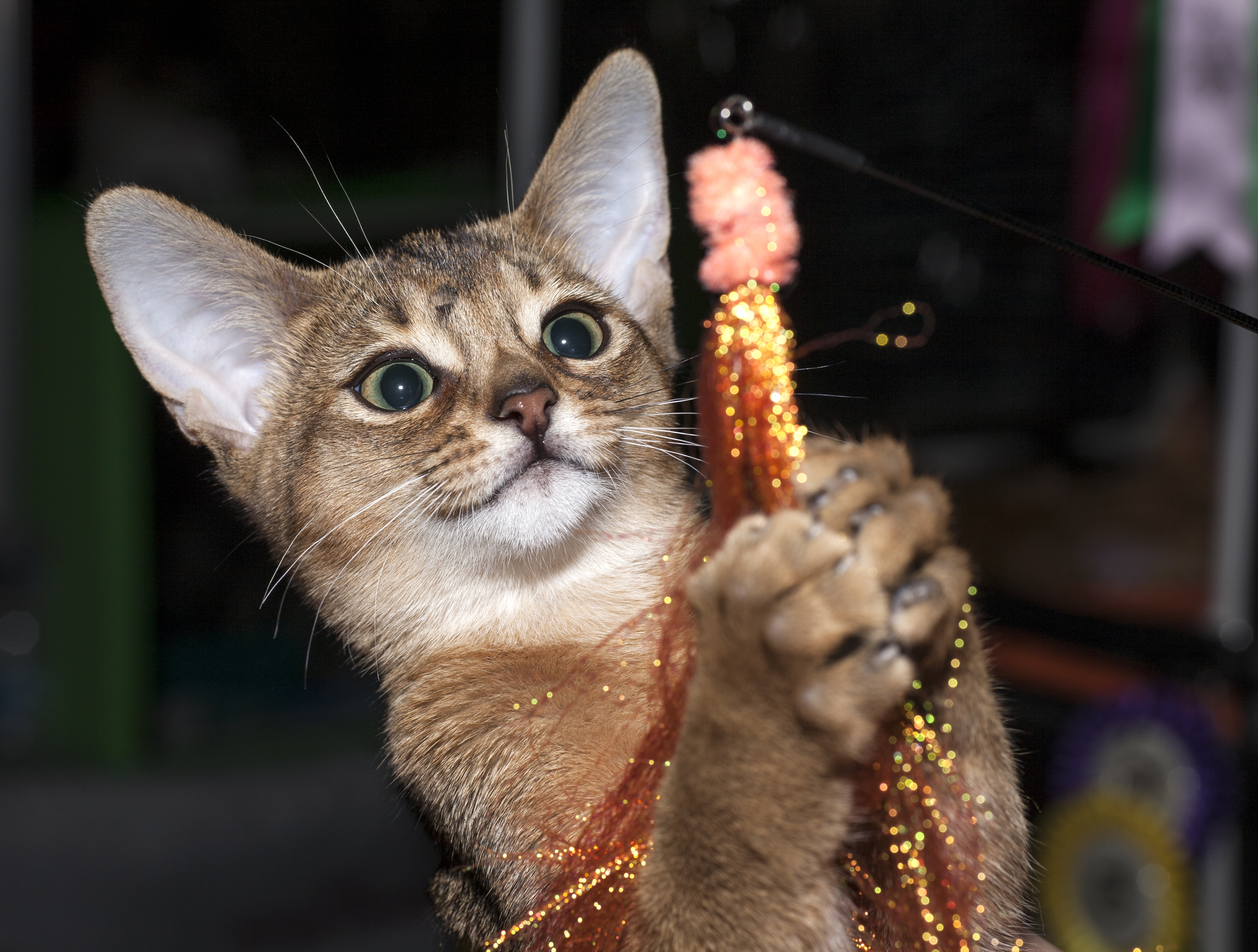
Les mammifères jouent, comme de nombreuses espèces dont l'humain.

Le jeu a fait l'objet d'une attention sérieuse donnant lieu à une grande quantité de publications. Les essais de Huizinga (1938) et de Caillois (1958) lui sont consacrés entièrement. « Le jeu est plus ancien que la culture », pose Huizinga en ouverture de son Homo Ludens : les animaux « jouent exactement comme les hommes ». Le jeu manifeste l'existence de l'esprit avant la culture et celle-ci, prise dans son sens le plus large, garde du jeu des traits fondamentaux. Caillois, limitant son propos à l'espèce humaine, constate lui aussi l'ubiquité du jeu, avec une restriction : « le jeu est une activité de luxe et qui suppose des loisirs ». Ces auteurs vont s'attacher à examiner les traits principaux du jeu, partant de la notion commune, sans tenter de définir rigoureusement ce que c'est. L'association du jeu à l'enfance s'est renforcée depuis, après les travaux de Piaget (1945) qui soulignent son importance pour l'apprentissage. Jacques Henriot propose en 1989 une définition générale :

« On appelle jeu tout procès métaphorique résultant de la décision prise et maintenue de mettre en œuvre un ensemble plus ou moins coordonné de schèmes consciemment perçus comme aléatoires pour la réalisation d'un thème délibérément conçu comme arbitraire. »

 Les jeux et divertissements d'adolescents et adultes, et la création, au XXe siècle et plus récemment, d'une grande quantité de jeux de société et jeux vidéo ont suscité moins de commentaires érudits.
Pour Brougère (2005), cinq caractères font d'une activité un jeu :
- que l'on sache qu'il s'agit d'un jeu, même si l'activité existe aussi en dehors du jeu : « Jouer à cuisiner » n'est pas « faire la cuisine » ;
- que l'on décide librement d'entrer dans le jeu.

Ces deux critères sont essentiels. Plus accessoires, les trois autres critères sont
- l’existence de règles implicites ou explicites partagées, même si le déroulement du jeu peut changer ces règles ;
- que le jeu n'aie pas de conséquence directe dans la vie « réelle », matérielle et sociale ;
- l'incertitude sur l'issue du jeu.

À des nuances près, répondant à des objections faites aux auteurs précédents, ces caractères sont ceux posés par Huizinga et par Caillois.
En 2007, Olivier Caïra, étudiant spécifiquement le jeu de rôle sur table et s'appuyant sur les travaux de Goffman et Bateson, propose une définition sous la forme « d'exigences » plutôt que de caractéristiques, puisque le jeu est une construction humaine et pas nécessairement d'un produit fini :
- principe d'entrée facultative : la liberté de participer ou de ne pas participer au jeu ;
- principe de réversibilité : les gains et pertes sont réversibles, le champion doit remettre son titre en jeu ; c'est ce principe qui implique que le jeu ne doit pas avoir de conséquences irréversibles sur la santé ou la vie sociale ;
- principe d'action directe personnelle : « le joueur a prise sur le déroulement de la partie » ;
- principe d'incertitude : « le dispositif doit garantir l'intervention d'une part de hasard ou s'efforcer d'équilibrer la force au jeu des participants » ;
- principe de lisibilité : les principes, les règles sont connus de tous, le cadre du jeu (espace, durée) est fixé ;
- principe d'interchangeabilité des places : ce principe remplace le principe d'égalité puisque certains jeux sont asymétriques, comme les jeux de guerre ou de diplomatie où les forces sont déséquilibrées ;
- principe de Bateson : même si les actions sont similaires à des actions réelles, un participant ou un observateur peut déterminer si l'activité est un jeu ou pas ; par exemple, un affrontement sportif se distingue d'un affrontement hostile même si les actions sont identiques.

### Extension du domaine du jeu

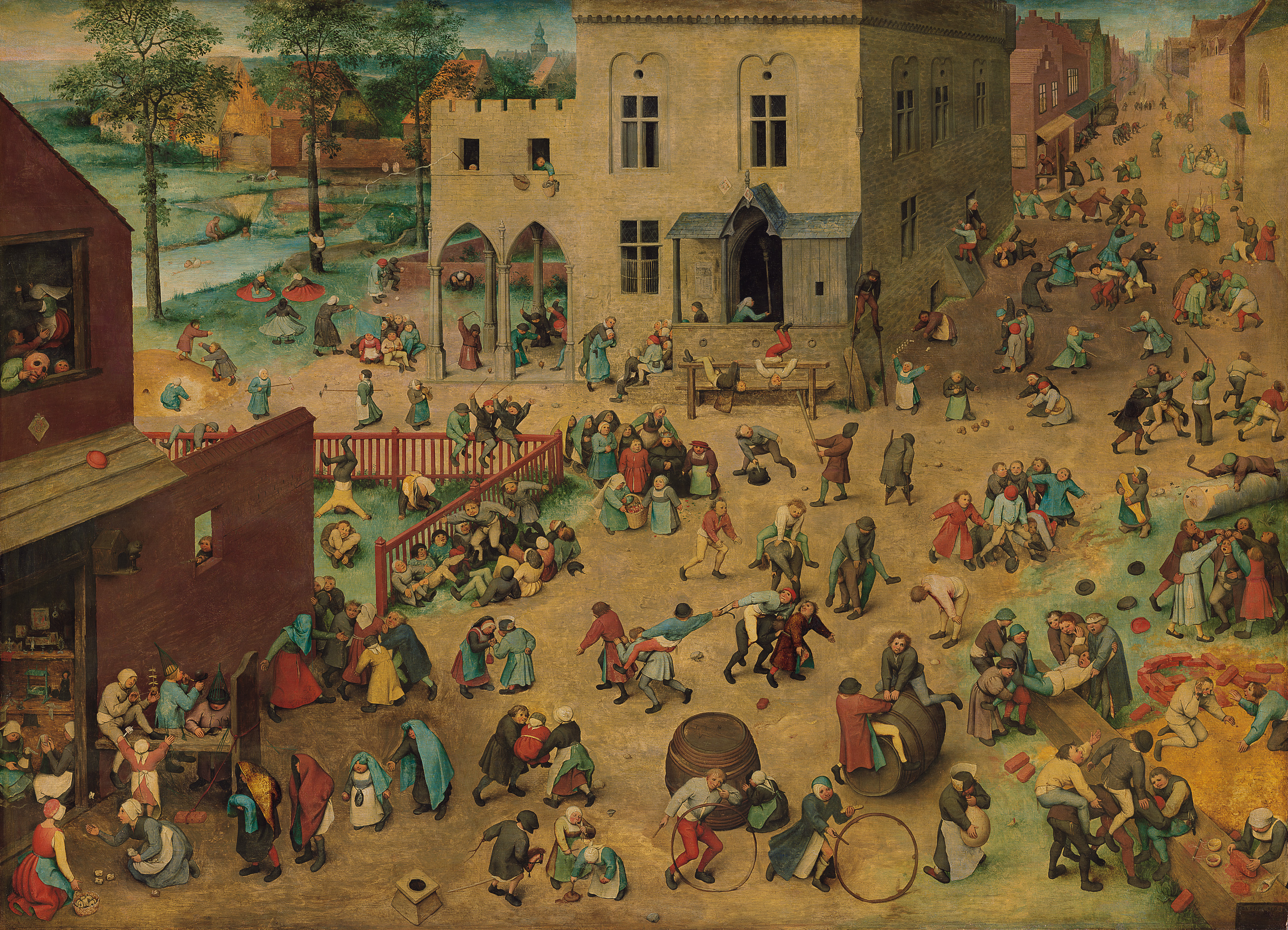
Les Jeux d'enfants, peinture de Pieter Brueghel l'Ancien (1560).

Pratiquement, toute activité humaine peut être l'objet d'un jeu, et réciproquement tout jeu peut cesser de le devenir. Selon Huizinga, le jeu est avant tout une institution (comme l'école, l'Assemblée nationale...), limitée dans le temps et limitée aux joueurs de la partie. Le jeu institue un espace de liberté au sein d'une légalité particulière définie par la règle du jeu.
Le jeu est aussi une manière de représenter le monde. Le jeu transpose dans un objet concret des systèmes de valeurs ou des systèmes formels abstraits. De ce point de vue le jeu peut être considéré comme un modèle du monde ou une métaphore d'une de ses parties. Jouer et/ou inventer un jeu, construire une partie en interaction avec son adversaire relève alors d'une activité culturelle de haut niveau, et chaque partie jouée est une forme d'œuvre d'art.
Le jeu de l'acteur, par l'absence de règles strictes, par le caractère prévisible de l'action ou encore par l'absence de compétition donne un aperçu de la difficulté à cerner les limites du jeu.
Le jeu ne se développe pas seulement dans un cadre formel mais se crée aussi spontanément. Jouer à la poupée, à la guerre, à la classe ou avec des figurines ne permettent ni de gagner, ni de perdre, mais se contentent de représenter le monde et d'entraîner le joueur à affronter la vie réelle, dans un cadre où une fausse manœuvre n'engendre que peu de conséquences.
Les modalités de jeu varient dans les diverses cultures humaines, indépendamment des moyens matériels dont elles disposent. Certains jeux peuvent être des « pratiques […] qu’une communauté humaine reconnaît comme faisant partie de son patrimoine dans la mesure où celles-ci procurent à ce groupe humain un sentiment de continuité et d’identité », « un ensemble de ressources héritées du passé que des personnes considèrent […] comme un reflet et une expression de leurs valeurs, croyances, savoirs et traditions en continuelle évolution ». Le ministère de la Culture français a recensé un certain nombre de jeux pouvant faire partie du patrimoine commun immatériel de la France.

### Le jeu chez l'animal

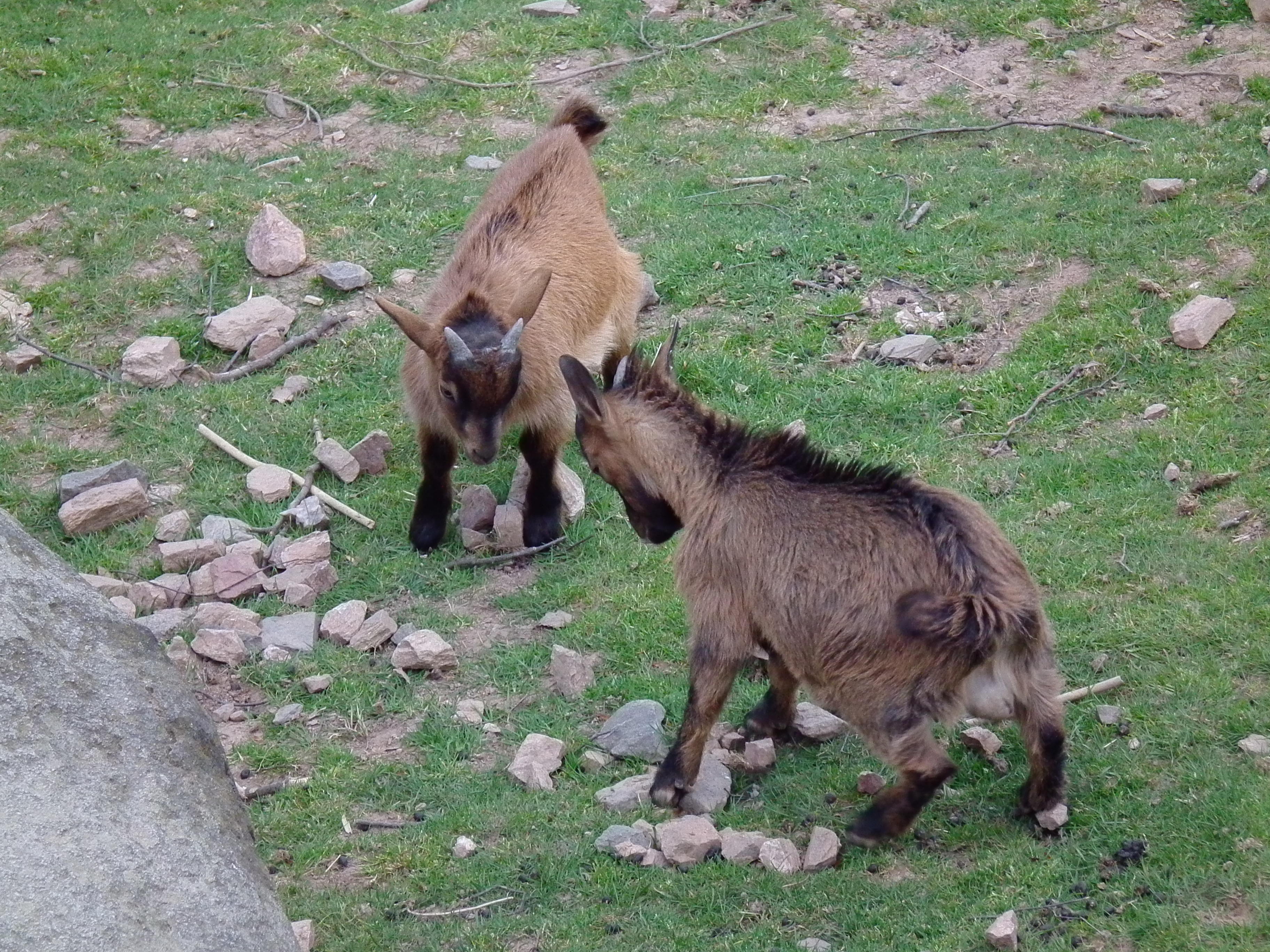
Combat simulé entre deux chevreaux.

Le jeu joue un rôle dans l'apprentissage, ce qui explique qu'il se retrouve particulièrement chez les jeunes et dans les espèces où de nombreux comportements sont à apprendre. C'est le cas des mammifères et de certains oiseaux comme les perroquets et les corvidés. Des exemples de comportements de jeu chez d'autres animaux tels que les reptiles sont beaucoup plus rares.
On peut en effet observer que les jeux des jeunes animaux consistent le plus souvent à exercer une activité motrice ou mimer les adultes : chasses, écorcer les branches chez le perroquet, comportements sociaux , etc.. Les animaux adultes, cependant, jouent aussi, seuls, avec leurs congénères, et avec des espèces différentes, y compris les hommes.
Dans les jeux, des comportements peuvent se succéder rapidement sans efficacité réelle avec des inversions du rôle des partenaires, par exemple jeu de poursuite, de capture, de lutte. Les mouvements sont souvent incomplets ou exagérés, les risques de faire mal contrôlés : morsures sans forcer, griffes rentrées, coups de pattes retenus , etc.
De nombreuses espèces ont des vocalisations, mimiques, ou postures spécifiques semblant avoir pour fonction d'inviter un partenaire au jeu ou de l'informer que ça en est un. On a par exemple la posture avant-train abaissé du chien, la play face du chimpanzé (mimique évoquant un sourire), ou encore le perroquet kéa surnommé « clown des montagnes » qui se met sur le dos et agite les pattes en criant.
Alors que le jeu est omniprésent chez les vertébrés, principalement chez les mammifères et les oiseaux, de rares études suggèrent que le comportement ludique existe aussi chez quelques insectes dont le Poliste gaulois, le Bourdon terrestre et la mouche drosophile.

## Caractères du jeu

### Classification des jeux selon Roger Caillois
En 1958, Roger Caillois publie Les jeux et les hommes : Le masque et le vertige, dans lequel il s'essaye à une classification générale des jeux. Il propose quatre fondements pour le jeu :
- la compétition (agôn)
- le hasard (alea)
- le simulacre (mimicry),
- le vertige (ilinx).

La compétition s'oppose au hasard, et le vertige au simulacre. La compétition suppose au joueur une valeur personnelle, niée par l'intervention du sort. Qui joue abandonne sa personnalité ordinaire soit en l'étourdissant dans le vertige, soit en la conformant au simulacre d'un autre être. Les jeux se placent dans un des quadrants de l'espace organisé par ces deux axes (p. 47-48). Les jeux réservent la plupart du temps une part à chacun de ces effets.
Ils se répartissent encore selon un troisième axe, qui oppose
- la fantaisie sans règle (paidia),
- l'activité disciplinée par les conventions arbitraires des règles (ludus).

Les règles, estime Caillois, augmentent la difficulté (p. 48).
Les couples {agôn ; alea}, {ilinx ; mimicry} et {paidia ; ludus} opposent un mot grec ancien à une locution latine ou anglaise (mimicry se traduit par « mimétisme »).
|                                                                              | agôn (compétition)                                         | alea (chance)                                                                   | mimicry (simulacre)                                                                   | ilinx (vertige)                                                                                      |
| Paidia                                                                       | courses et luttes non réglées                              | comptines, pile ou face, pari, roulette loteries simples, composées ou à report | imitations enfantines, jeux d'illusion poupées, panoplies, masques, travesti théâtre, | manège, « tournis » enfantin balançoire, valse volador, attractions foraines ski, alpinisme, voltige |
| vacarme, agitation, fou-rire cerf-volant, solitaire, réussites, mots-croisés | athlétisme boxe, escrime, football, billard, dames, échecs | comptines, pile ou face, pari, roulette loteries simples, composées ou à report | imitations enfantines, jeux d'illusion poupées, panoplies, masques, travesti théâtre, | manège, « tournis » enfantin balançoire, valse volador, attractions foraines ski, alpinisme, voltige |
| Ludus                                                                        | compétitions sportives en général                          | comptines, pile ou face, pari, roulette loteries simples, composées ou à report | arts du spectacle en général                                                          | manège, « tournis » enfantin balançoire, valse volador, attractions foraines ski, alpinisme, voltige |

N.B. Dans chaque colonne verticale, les jeux sont classés approximativement de sorte que l'élément padia décroisse lorsque l'on descend tandis que l'élément ludus croît.
Olivier Caïra note que cette classification est trop rigide et pas adaptée à des jeux plus récents : « le poker et le backgammon, par exemple, associent agôn et alea. […] il faudrait distendre dangereusement les quatre principes, ou en ajouter d'autres (coopération, création, érudition…) pour épuiser la description de pratiques telles que le jeu littéraire, Trivial Pursuit, Pictionary, Il était une fois… etc. »
La classification des jeux a un intérêt pratique pour les gestionnaires de ludothèques. Le système ESAR, acronyme regroupant les premières lettres des quatre catégories principales : E pour jeu d’Exercice ; S pour Jeu Symbolique ; A pour jeu d’Assemblage et R pour jeu de Règles. Ses auteurs québécois, trois psychopédagogues et un bibliothécaire, ont choisi des catégories inspirées de la recherche de Jean Piaget, correspondent à l'évolution des comportements ludiques de l'enfant. Cinq facettes complémentaires permettent d’identifier ou de relier les types de jeux à la déclinaison des apports cognitifs, physiques ou fonctionnels, les comportements sociaux dont la compétition et la coopération, habiletés langagières et les conduites affectifs qui résultent de la pratique d’un jeu, quel que soit son support — ce qui inclut aussi les jeux virtuels (vidéo).

### Coopération et compétition
Que ce soit sous la forme de deux équipes symétriques ou dans une relation de type chacun pour soi, beaucoup de jeux reposent sur la compétition.
Il existe, principalement parmi les jeux traditionnels, bien d'autres mécanismes. Par exemple, les joueurs peuvent changer d'équipe au cours du jeu, c'est le cas des jeux convergents comme la balle au chasseur où les joueurs vont progressivement passer d'une situation un contre tous à une situation tous contre un au cours de la partie.

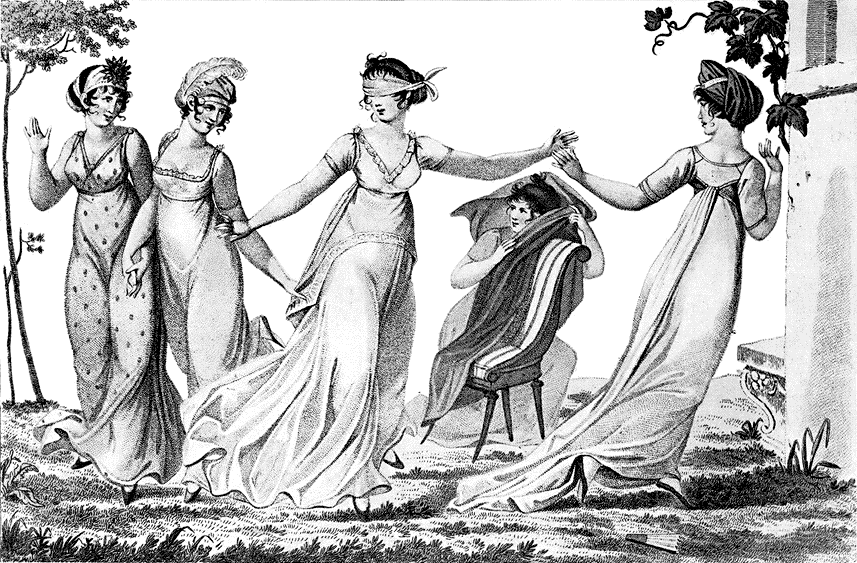
Une partie de Colin-maillard par Bosio - 1803.

Le principe des jeux paradoxaux est encore plus riche en interactions : il s'agit de jeux où l'adversaire est en même temps un partenaire potentiel. La situation paradoxale la plus simple est lorsque trois équipes sont en relation triangulaire : les joueurs de l'équipe A peuvent éliminer les joueurs de l'équipe B, ceux de l'équipe B les joueurs de l'équipe C et ceux de l'équipe C les joueurs de l'équipe A. Cette disposition implique donc que si l'équipe A élimine trop de membres de l'équipe B, plus personne ne pourra la protéger de l'équipe C. Ce principe est par exemple utilisé par le jeu poule renard vipère ou encore par Atride, un jeu de société créé en 1994 par Gauthier Fourcade. Mais il existe des jeux comme la balle assise provoquant des situations paradoxales beaucoup plus complexes.
La structure relationnelle des jeux peut être un enjeu idéologique. Par exemple, Mildred Masheder propose des activités ludiques qui ne peuvent être menées à bien que par la solidarité et la coopération entre tous les joueurs. Ces jeux éducatifs tentent de marginaliser la compétition, estimant qu'elle est une source de violence.
Les jeux de rôle constituent les jeux de coopération par excellence, les joueurs étant amenés à s'entraider pour atteindre des objectifs communs.

### Le simulacre
Lorsqu'il joue, le joueur ne sait pas son rôle de façon plus ou moins explicite. C'est sans doute l'une des facettes les plus archaïques du jeu.
Jean Piaget a particulièrement bien décrit l'importance du jeu symbolique dans le développement du jeune enfant. Il est très fréquent que le jeu soit une reprise symbolique de ce qui se passe dans la réalité. Mais la capacité à s'investir dans le « comme si... » du jeu va de pair avec une capacité de distinguer le littéral du métaphorique : pour que le jeu existe, il faut qu'il reste un certain écart entre réalité et fiction.
Il existe donc une certaine ambivalence entre le joueur et le personnage qu'il incarne : il y place une partie de lui-même mais garde toujours un regard critique sur la réalité de cette incarnation. Institutionnalisé, cet aspect de l'activité ludique a donné naissance au jeu dramatique puis au jeu théâtral.

### Le hasard

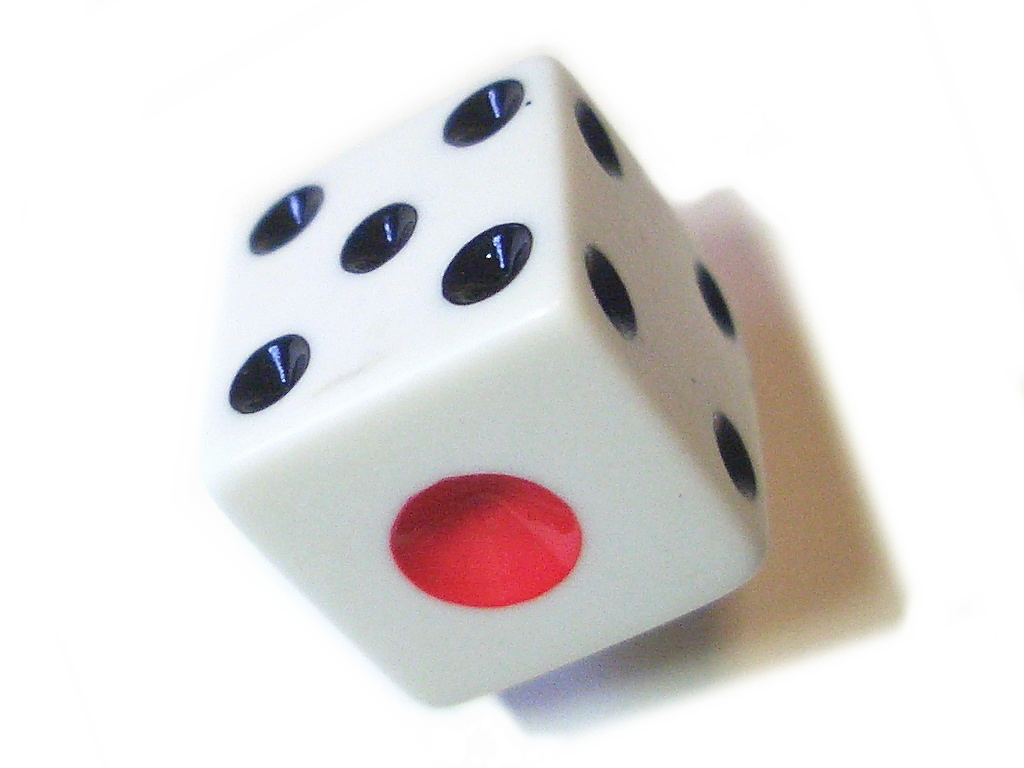
Un dé, figure du hasard dans les jeux.

Un jeu ne remplit son objet (de plaisir ou d'entraînement à une activité mentale ou physique) que dans la mesure où il recèle une part suffisante d'imprévisibilité pour le joueur.
Dans les sociétés qui croient au hasard, celui-ci peut servir pour assurer l'imprévisibilité de l'issue. C'est alors une composante admise, voire recherchée (jeux de dés, ballon ovale susceptible de rebondir de façon imprévisible). Les sociétés où l'on croit que les événements sont le résultat et le signe de l'action de forces occultes assurent plutôt l'imprévisibilité de l'issue du jeu par une égalisation des joueurs : catégories d'âge, d'aptitudes, compensations, handicaps.
Parallèlement, un hasard trop grand s'oppose à l'aspect compétitif des jeux, qui impose que l'issue dépende de la valeur des joueurs. Le hasard sera alors combattu par des règles très strictes et déterministes : jeu d'échecs, sport ; ou neutralisé par une multiplication des parties ou des coups avant de désigner le vainqueur : jeux de hasard comme le 421 ou le poker. L'élimination de toute référence à la valeur personnelle peut entraîner des comportements addictifs comme le jeu pathologique.
La composante aléatoire est particulièrement importante dans les jeux d'argent, qui disposent d'un critère indiscutable pour déterminer le meilleur (c'est celui qui gagne le plus), et peuvent donc se permettre une part d'aléa plus grande.

### Les règles
Pour jouer ensemble, il faut d'abord un accord minimal sur le cadre de jeu. On utilise souvent pour cela la règle de jeu. En même temps qu'elles sont conçues comme essentielles au jeu, les règles s'opposent au jeu proprement dit, comme le droit peut s'opposer à la justice. Le respect de l'esprit du jeu, compris comme à l'origine des règles a été à l'origine d'une valeur commune aux jeux, le fair-play.
Sans règles, un certain nombre de personnes ne jouerait pas. Les instaurer c'est mettre un cadre ; mettre un cadre, c'est associer des volontés différentes. Avec rien que les règles, d'autres groupes sont exclus, à commencer par ceux pour qui l'esprit juridique et sérieux s'oppose au jeu, et ceux à qui l'abus des règles est insupportable. On sait qu'on ne commande à personne de jouer. « C'est pas du jeu », crie l'enfant ; et s'en va.

### Sports et jeux
La distinction entre les sports et les jeux ne fait pas l'objet d'un accord général.
Les sports sont plutôt physiques et réels, les jeux sont plutôt mentaux et symboliques (virtuels). Mais cette distinction ne semble pas fondamentalement suffisante. Les échecs sont considérés comme un sport, nécessitant un certificat médical pour être pratiqué en compétition.
Le Scrabble et certains jeux vidéo ont acquis une réelle dimension sportive, avec entraînement, tournois, champions, spectacle, argent, fatigue physique, etc. Tandis qu'à l'inverse même un sport comme la course peut n'être pratiqué qu'à titre de jeu, sans esprit de compétition[réf. souhaitée].
Un autre élément à citer est la part de hasard : pour les sports, l'imprévisibilité est assurée par le nombre des protagonistes et l'étendue de leurs possibilités (qui caractérise leur maîtrise du jeu), ainsi que par des catégories de poids et des handicaps. Ils sont donc généralement moins aléatoires. Mais cet élément ne semble pas non plus discriminant.
Il semble qu'il faille plutôt rechercher du côté de la motivation du joueur : lorsqu'il agit pour son seul plaisir dans l'action ou pour s'entraîner, on parlera plutôt de jeu, tandis que s'il définit son plaisir en termes de résultat dans un cadre compétitif, il est un sportif. Si la distinction est bien à ce niveau, il devient alors difficile d'être sûr du fait qu'on est dans un cadre ludique ou sportif, car le sportif s'amuse aussi, tandis que le joueur trouve une part de son plaisir dans le résultat[réf. souhaitée].
Si à l'origine, le sport était plutôt élitiste, il tend à devenir de plus en plus inclusif avec le développement d'associations sportives qui acceptent les sportifs de tout niveau et de toutes conditions physiques. Les Jeux Olympiques et les Jeux Paralympiques sont le symbole du fait qu'on peut associer sport et jeux.
Le jeu et le sport mettent en avant des enjeux comme le sacrifice, la prise de risque pour l'autre, la protection... qui ont des réels impacts positifs sur la dynamique d'un groupe[réf. souhaitée].

## Histoire

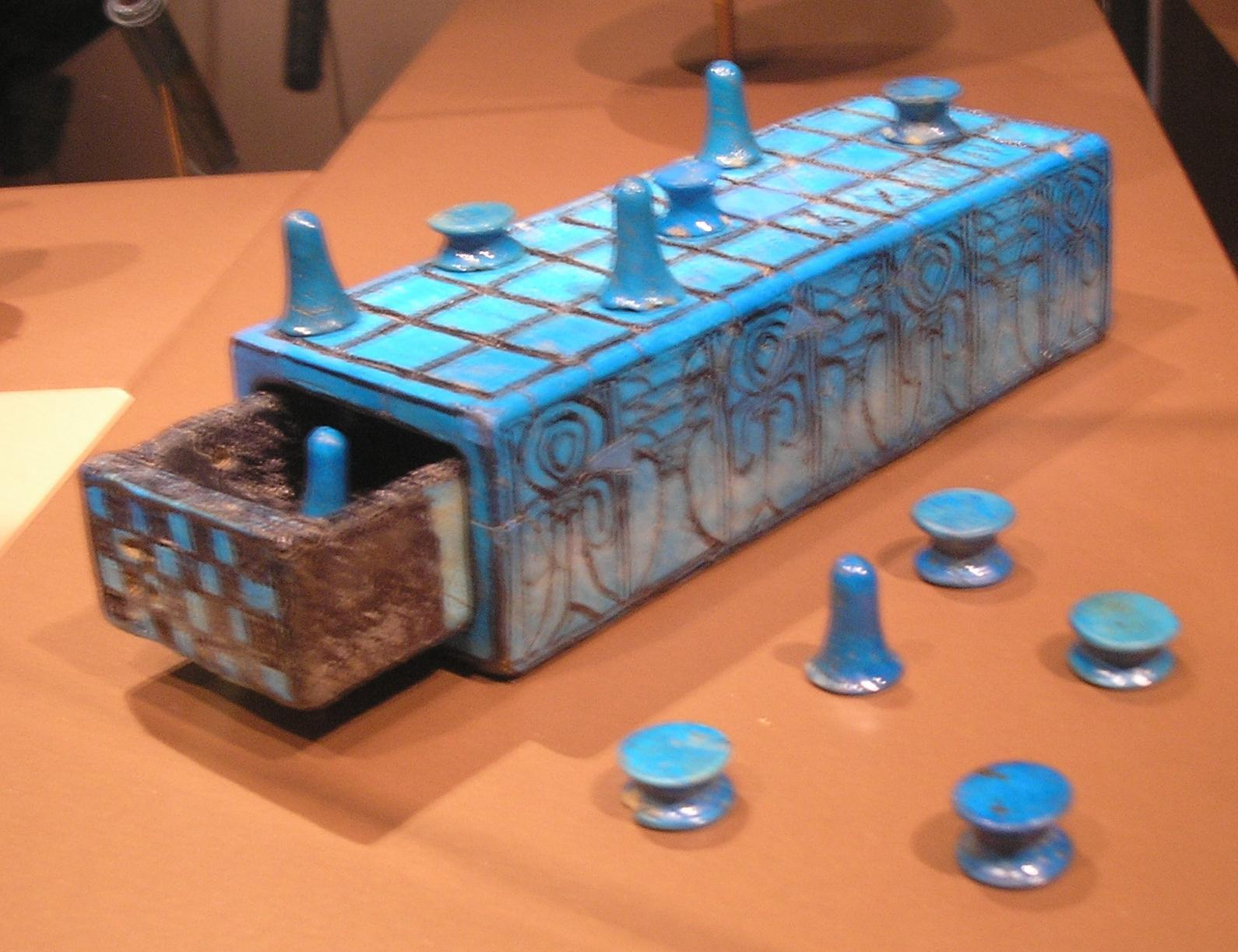
Un jeu de senet provenant de la tombe d'Amenhotep III — Brooklyn Museum, New York.

Les archéologues sont souvent tentés d'interpréter comme jeu un simple alignement de cupules (comme sur le site néolithique de 'Ain Ghazal en Jordanie) ou un quadrillage mais l'absence de pions rend difficile de prouver la pratique de jeux préhistoriques bien que celle-ci soit certainement l'une des plus anciennes de l’humanité. Les Étrusques pratiquaient des jeux (ludi circenses et ludi scaenici) dont les vocations étaient rituelles et religieuses. Les Romains en ont repris certains principes dans leurs jeux du cirque.
La présence de jeux est bien attestée dès le début de l'Antiquité grâce à des témoignages écrits ou iconographiques. La liste de jeux auxquels Bouddha n'aurait pas joué est la plus ancienne liste écrite de jeux connue (VIe et Ve siècles av. J.-C.). Une référence écrite d'un jeu qui pourrait être le go est dans les Annales des Printemps et Automnes rédigées entre 722 et 481 av. J.-C. Parmi les jeux dans l'Égypte antique, le jeu de société du senet apparaît à l'époque prédynastique et le mehen dès 3000 av. J.-C. Les jeux de plateau et de parcours sont aussi prisés dans l'ancienne Mésopotamie, tel le jeu royal d'Ur dès 2600 av. J.-C. ou le mancala en Afrique dès le VIe siècle. Souvent utilisés avec des instruments de hasard (roulement des osselets et des dés), ils peuvent être associés à l'art divinatoire comme l'hépatoscopie en Mésopotamie, la scapulomancie en Chine.
Le Chaturanga indien (décrit dans le texte sanskrit Vasavadatta au Ve siècle) et le chatrang perse (décrit dans Wizârišn î chatrang ud nihišm î nêw-ardaxšîr, « l'explication des Échecs et l'invention du Nard » au VIe siècle) sont considérés comme les ancêtres du jeu d'échecs.
Le lancer de dés est très prisé par les Grecs et les Romains, comme en témoigne l'expression Alea jacta est. Les soldats romains pratiquent le jeu des latroncules. Les jeux de dés sont encore associés à des pratiques divinatoires païennes, l’utilisation du sort dans les jeux de hasard et d’argent fait souvent appel à la providence divine (or selon le troisième commandement, « Tu ne prononceras ton Dieu, en vain »), aussi sont-ils interdits à plusieurs reprises par l’Église. Cela n'empêche pas les jeux de dés de connaître un vif succès au XIIe siècle dans toutes les couches de la société de l’Occident médiéval. De même, le jeu des échecs, de la marelle, du trictrac ou du backgammon issus de l’Antiquité se popularisent au Moyen Âge. Les plus anciennes cartes à jouer apparaissent en Chine durant la dynastie Tang (618-907) au moment où le format des livres passe du rouleau à la feuille et se diffusent en Occident à la fin du Moyen Âge.
Le Libro de los juegos, codex écrit au XIIIe siècle, reste l'ouvrage le plus important pour l'étude des jeux médiévaux.

### Le mythe de Palamède
Sophocle (495-406 av. J.-C.) est le premier auteur connu qui met en rapport l’invention des jeux avec l’attente lors d’un siège (soit devant Aulis, soit devant Troie) mais il ne cite Palamède que pour expliquer qu’il a écarté une famine du camp des Grecs sans l’associer personnellement à l’invention des jeux. Euripide (480-406 av. J.-C.) dit bien que Palamède a créé les pessos (sorte de jeu de pions probablement apparenté aux dames) mais Platon (428-348 av. J.-C.) à la même période leur attribue une origine divine, par Theuth (le dieu égyptien Thot) ou Hermès. Cratès (IVe siècle av. J.-C. également) attribue la création de tous les jeux aux Lydiens quand Hérodote (480-425 av. J.-C.) attribue aussi tous les jeux aux Lydiens (même les jeux de dés) sauf le jeu de pessos qu’il attribue aux Grecs. Polémon de Laodicée (90-144 apr. J.-C.) fait le lien entre les deux pans de l’histoire de Sophocle, Palamède qui écarte une famine et la création des jeux au moment d’un siège, pour expliquer que Palamède a créé les jeux de dés et les pessos pour consoler l’armée d'une famine qui y sévissait.
Cette croyance de la Grèce antique formée au fil des ans fait donc de Palamède l’inventeur des jeux de dés (soit un jeu de hasard) et des pessos (soit un jeu de réflexion).
Des légendes médiévales s’appuient sur cette mythologie pour en faire le créateur des échecs. De plus, Palamède, personnage de la guerre de Troie, est alors souvent confondu avec Palamède, héros du cycle arthurien, ce dernier se voit attribuer d’armoiries en forme d’échiquier. Un des plus vieux mensuels consacrés aux échecs, un magazine français du XIXe siècle, sera appelé Le Palamède.

## Philosophie

### Jeu et irréalité
Le trait le plus évident du jeu n'est autre que sa différence avec la réalité. Jouer, c'est jouer à être quelqu'un d'autre, ou bien c'est substituer à l'ordre confus de la réalité des règles précises et arbitraires, qu'il faut pourtant respecter scrupuleusement. Il faut entrer dans le jeu, il ne supporte pas le scepticisme notait Paul Valéry[réf. souhaitée]. Cependant, le jeu n'est plaisant que dans la mesure où cette entrée dans le jeu, en latin in–lusio, c'est-à-dire illusion, est librement consentie. Le jeu est l'occasion d'émotions puissantes, voire de vertige, émotions liées à ses aléas, au désir de gagner, au poids des enjeux. Pourtant, le jeu est, en première analyse du moins, « innocent », et même désintéressé, en ce sens que vaincre au jeu, ce n'est pas humilier l'adversaire. Prendre sa revanche est en droit toujours possible. « Toute nouvelle partie apparaît comme un commencement absolu », souligne Caillois 1967. Le jeu « est condamné à ne rien fonder ni produire, car il est dans son essence d'annuler ses résultats ».
Ainsi, le jeu obéit à une logique radicalement opposée à celle de la rentabilité. Né selon Schiller, au même titre que l'art, d'une surabondance d'énergie vitale par rapport aux besoins, d'une pulsion de jeu (dans l'allemand de Schiller, Spieltrieb), le jeu est donc avant tout occasion de dépense pure. L'activité déployée par le joueur est fondamentalement superflue. Certes, cela ne semble pas tenir compte des jeux d'argent. Mais ceux-ci ne produisent globalement rien, tout au plus enrichissent-ils certains joueurs aux dépens des autres, remarque Caillois. En ce sens, il n'y a de jeux à proprement parler qu'à somme nulle. Le gain n'est pas un salaire, note Huizinga. Le salaire octroyé à un joueur le transforme ipso facto en un professionnel.
Le jeu est donc une activité à part, distincte des activités utiles. Il faut rapprocher cette dimension d'une remarque de Huizinga: comme le sacré, le jeu ne vaut qu'à l'intérieur de frontières temporelles et spatiales précises, la durée de la partie, le stade ou le damier. Le jeu serait une expression frappante de la liberté créatrice, du triomphe, mais parfaitement circonscrit, sur le déterminisme pesant des choses ou des statuts sociaux. Ces dimensions permettent à Béatrice Galinon-Mélénec de l'envisager comme acteur de "remédiation" pour certaines pathologies d'ordre psychique. À lire Le Joueur de Fiodor Dostoïevski, le joueur considère le hasard comme un être fantasque, étranger à toute règle durable ; un être qui peut tout donner et tout reprendre, pour qui tout est possible. Un coup de dé abolit, non le hasard, mais la nécessité.
N'en concluons pas que le jeu annule toutes les lois. Il les rend plutôt particulièrement lisibles et univoques. Les jeux de hasard ont ouvert la voie au calcul des probabilités, parce qu'ils permettent de dépouiller le hasard de tous ses traits contingents en l'introduisant dans un système artificiel et fermé, homogène, soumis au nombre et à la répétition : le jeu de cartes ou la roulette. Les règles du jeu aboutissent à une stylisation extrême de la réalité, font de cette dernière un simple alibi de la compétition.
Les jeux, note Caillois, ne sont pas tant réglés et fictifs que réglés ou fictifs. Le simulacre aurait la même fonction que la règle arbitraire : mettre hors jeu la réalité.
« Cette conscience de l'irréalité fondamentale du comportement adopté sépare de la vie courante, en lieu et place de la législation arbitraire qui définit d'autres jeux »[réf. souhaitée].

### Jeu et défi
Le jeu n'est pas toujours compétition, comme le montrent les jeux de construction, ou le bilboquet. On imagine cependant mal un jeu de hasard ou d'adresse sans incertitude. Il semble pourtant que les jeux de rôles obéissent à un autre principe : participer d'une existence qui nous est inaccessible. Cependant, même dans ce cas, il y a bien une sorte de défi car il n'est pas si facile d'agir continuellement comme un autre. Selon Caillois, la règle du jeu est alors unique ; elle consiste « à fasciner le spectateur, en évitant qu'une faute conduise celui-ci à refuser l'illusion »[réf. souhaitée]. On peut de fait remarquer que dans certains jeux, il suffit, pour l'emporter, de respecter la règle le plus longtemps possible, de demeurer dans le jeu : ainsi le ni oui ni non. Enfin, il y a une certaine proximité entre triompher du hasard, ou d'un adversaire, parfois de la mort, mais dans un univers strictement conventionnel, et s'affranchir par l'imitation de ses propres limites. Caillois reconnaît encore une quatrième sorte de jeux, à côté des compétitions (agôn), des jeux de hasard (alea), et des jeux de rôles (mimicry). Il s'agit de ces activités qui n'ont pas d'autre but que le vertige (ilinx), comme de nombreuses attractions de fêtes foraines. Indiscutablement, elles enveloppent une dimension de défi, c'est-à-dire ici de courage physique. Quels que soient les enjeux, le beau joueur ne doit pas accorder trop d'importance à la victoire, ou à la défaite, parce que ce n'est précisément qu'un jeu, réputé sans conséquences. Pourtant, s'il ne leur accordait aucune importance, le jeu perdrait tout intérêt. Tout le déroulement de la partie d'échecs se rattache à la préservation du roi, à son assimilation provisoire au Moi du joueur. Celui-ci doit être capable d'investir le plus intensément possible cette convention, et de retirer instantanément cet investissement lorsque la partie est finie. Le jeu est ainsi une création dont le joueur reste maître (Karl Groos)[réf. souhaitée].

### Jeu et morale
Des moralistes condamnent le jeu, en ce qu'il détourne des activités productives et religieuses. Cette condamnation, assez générale en ce qui concerne les jeux d'argent, où le gain ne dépend pas de l'utilité du joueur à la société, et aux jeux de hasard, où s'exprime un culte de la chance, s'étend, chez des auteurs puritains ou rigoristes chrétiens, musulmans ou bouddhistes, à tous les jeux et divertissements.
Étienne de La Boétie dans son Discours de la servitude volontaire prend ainsi, dans une lecture libre d'Hérodote, l'exemple de Cyrus, qui pour assujettir la Lydie, n'aurait pas usé de la force ou de la destruction, mais y aurait établi « des bordels, des tavernes et des jeux publics » pour affaiblir les Lydiens, qui au lieu de s'insurger, se mirent à inventer toute sorte de jeux.

## Jeu et éducation
Johan Huizinga affirmait que « jusqu'à un certain point, la compétition, comme tout autre jeu, est dépourvue de but »[réf. souhaitée]. Pourtant, si le jeu d'échecs est inutile, l'intelligence ne l'est point. Le jeu n'apprend pas de recettes, il développe des aptitudes générales (Caillois)[réf. souhaitée]. Il est vrai qu'une intelligence purement échiquéenne serait remarquablement inadaptée à la vie. Jean Piaget a montré aussi quel rôle jouait le jeu dans la formation morale de l'enfant, son rapport à la règle comme aux valeurs d'égalité et de justice. Ajoutons que si l'important est « d'avoir gagné », indépendamment de toute conséquence, Huizinga lui-même constatait que cette supériorité tendait « à prendre l'apparence d'une supériorité en général ». À le lire, le jeu est même partie intégrante de la logique de sociétés entières, dans leur existence politique, juridique, guerrière. Ces sociétés obéiraient en effet davantage à la pulsion de jeu chère à Schiller qu'au principe de réalité. Dans ces sociétés ludiques, individus et groupes seraient moins friands d'avantages matériels que de l'honneur d'avoir bien joué. Ainsi, il ne s'agira pas de gagner la guerre par tous les moyens, mais de laisser une chance à l'adversaire, de s'exposer soi-même avec vaillance. L’homo ludens doit montrer qu'il est capable de mettre de bon cœur en jeu sa vie. Il entend s'affronter au destin, toujours ambigu, et à son vertige, le provoquer, même. Le risque est donc autant le propre du détachement ludique, d'un certain parti du « tout ou rien », que de l'engagement ou de la foi. Mais s'il est facile de tout perdre, on ne saurait tout gagner...

### Le jeu comme outil éducatif

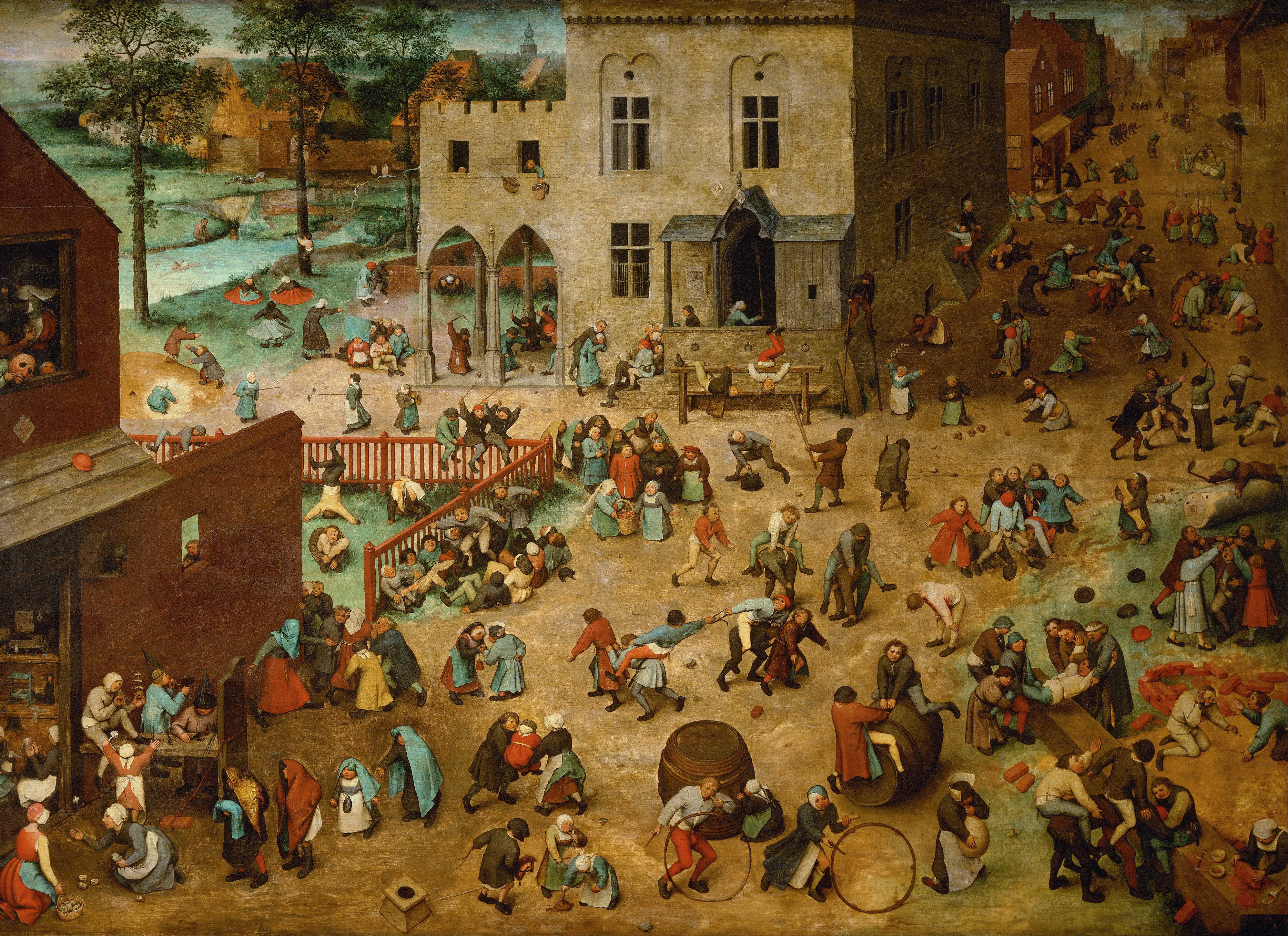
Les Jeux d'enfants, par Pieter Brueghel l'Ancien (1560), Kunsthistorisches Museum.

Longtemps, les éducateurs ont tenu le jeu en piètre estime. Dans la théorie du jeu de Friedrich Schiller, reprise et mise à jour par Herbert Spencer « Le jeu est un moyen d'employer l'énergie superflue, une sorte de soupape de la jeunesse ». Alain estimait que l'école devait tenir le milieu entre le jeu, qui enferme l'enfant dans l'enfance, et le sérieux, qui l'enferme dans l'utile. Même Célestin Freinet se méfiait du jeu, car l'éducation doit donner à l'enfant de véritables responsabilités, elle doit privilégier la forme du travail et de la coopération laborieuse. Certes, le jeu a eu quelques défenseurs comme Platon ou Locke, mais son rôle dans le développement de l'enfant n'a réellement été pris au sérieux qu'au cours du XXe siècle. En ce sens, le caractère gratuit du jeu tend à être évacué par certaines pédagogies contemporaines, ainsi l'Action Catholique des Enfants utilise le jeu comme outil pédagogique pour discuter avec les enfants des sujets de société.

### Jeu et apprentissage scolaire
Les jeux pédagogiques contribuent à l'acquisition de connaissances ou de compétences. Ils sont de plus en plus reconnus par les pédagogues et les enseignants comme utiles, pour les raisons suivantes :
- Les enfants aiment et ont besoin de jouer. Un contenu perçu comme ennuyeux, peut les passionner une fois formulé sous forme ludique.
- Les joueurs jouent ensemble : leur attention est soutenue, au contraire d'un cours où les élèves peuvent penser à autre chose.
- La motivation de gagner renforce l'attention
- Les jeux de société socialisent les enfants qui apprennent à respecter une règle commune, ce qui fait partie des objectifs de l'école maternelle et primaire.
- Les parents sont le plus souvent favorables à cette approche, qui leur permet parfois de prolonger l'expérience scolaire à la maison.

On constate également que les jeux de société promeuvent l'esprit de coopération :
- Les jeux coopératifs visent à parvenir à un objectif commun. Ils contribuent à faire comprendre la valeur du travail en équipe, essentielle dans la vie réelle.
- On constate souvent en classe que les élèves les plus forts aident les moins forts à progresser.
- Le respect des règles est en soi une forme de coopération

C'est pourquoi les jeux pédagogiques traditionnellement utilisés surtout en maternelle se développent maintenant à l'école primaire, au collège et plus tard.
Le développement récent des jeux pédagogiques en formation continue des adultes est remarquable. On note l'utilisation fréquente des jeux de rôles ou de simulation, qui mettent les participants dans des situations proches de situations de travail réelles. Ils permettent également se simuler les relations de travail pour éduquer les comportements, pas seulement les compétences.
Il faut opposer les jeux pédagogiques aux jeux éducatifs. Du point de vue de la ludologie, les jeux éducatifs n'existent pas car un jeu ne tend que vers le plaisir qui est incompatible avec la contrainte de l'apprentissage[réf. nécessaire]. En revanche, les jeux dits pédagogiques prétendent intégrer des valeurs sociales de façon amusante : coopérer plutôt que s'affronter, réfléchir avant d'agir, savoir partager des ressources ou des informations, etc. Mais leur valeur pédagogique reste intimement liée à la faculté d'analyse de chaque participant ou, à défaut, à l'encadrement de cette analyse en fin de partie.

### Jeu symbolique
Le jeu est un comportement complexe qui est associé à une motivation intrinsèque plutôt qu’extrinsèque ; est habituellement spontané et plaisant ; est dirigé par le joueur lui-même et implique un engagement actif non obligatoire. Le jeu a été identifié comme étant la première occupation dans laquelle l’humain s’engage durant sa vie. En ergothérapie et en psychomotricité, le jeu est utilisé pour évaluer le développement de l’enfant, comme moyen d’intervention auprès de l’enfant ou encore comme élément renforçateur. Différents types de jeu sont observés selon les stades de développement de l’enfant.
Vers l’âge développemental de 18 mois, l’enfant joue de façon conventionnelle avec les objets car il est en mesure de comprendre la fonction d’un objet. Par exemple, il utilise le peigne pour se peigner. Cela dit, plus l’enfant évolue, plus il jouera de façon imaginative avec les objets et c’est à ce moment que s’exprime le jeu symbolique (jeu de faire semblant). Selon Piaget, le jeu symbolique émerge durant le stade préopératoire (2e stade développemental allant de deux à six ans) et vient s’ajouter au jeu sensori-moteur qui est déjà présent à cet âge. Il existe deux types de jeu symbolique soit le jeu individuel et le jeu social c'est-à-dire le jeu effectué seul ou avec des pairs. Le jeu symbolique implique l’utilisation de la représentation d’un objet absent et imaginé ou la substitution d’objet pour jouer. En jouant à faire semblant, l’enfant peut symboliquement changer son identité et/ou celle d’un objet selon les exigences du contexte de jeu. Par exemple, l’enfant qui bouge un crayon en imaginant que c’est un avion représente symboliquement l’avion par le crayon[source insuffisante]. Cette forme de jeu montre l’apparition et l’évolution de la fonction sémiotique c’est-à-dire que l’enfant comprend qu’une chose peut en représenter une autre, . Selon Ferland, c’est entre trois et cinq ans que l’enfant développe des scénarios de jeu et arrive à jouer avec des mots, des concepts et des idées. Par exemple, l’enfant est en mesure d’attribuer des rôles plus précis à différents personnages. Toutefois, jusqu’à l’âge d’environ quatre ans, l’enfant a de la difficulté à différencier le monde réel de son monde imaginaire. À partir de cet âge, le jeu symbolique se complexifie car l’enfant peut maintenant élaborer de façon imaginative des situations plus complexes. Par exemple, l’enfant peut s’inventer un monde imaginaire autre que le monde dans lequel il vit actuellement.
Le jeu symbolique nécessite la présence de certaines habiletés chez l’enfant telles que la capacité de résolution de problème, la représentation, la mémoire, l’attention, la concentration, la visualisation, l’organisation de la pensée, la flexibilité et adaptabilité de la pensée, la pensée logique séquentielle, le langage, la capacité de décontextualisation du langage, la capacité de généralisation, la compétence narrative, la compréhension des règles et rôles sociaux, la compréhension émotionnelle et les capacités motrices et sensorimotrices. Inversement, le jeu symbolique permet à l’enfant d’apprendre de nouvelles habiletés, de nouveaux comportements, de développer son langage, de partager ses expériences émotionnelles, d’apprendre à penser, et de se développer au niveau physique. De plus, le jeu symbolique est le précurseur du développement du sens de l’humour.
Selon certains auteurs, ce sont les habiletés cognitives, sociales et émotionnelles qui ont le plus grand impact sur la capacité de l’enfant à jouer à des jeux symboliques. En l’absence de ces différentes habiletés, l’enfant éprouvera des difficultés dans un contexte de jeu symbolique, ce qui restreindrait son niveau de participation pouvant alors contribuer potentiellement à certains problèmes d’apprentissage et d’interactions sociales avec ses pairs.

### Ludant et Ludé
Chaque jeu a deux faces au moins, indissociables. D'une part, il y a un (des) objet(s) matériel(s) (un terrain, un plateau de jeu, des pions, un ballon...) dont l'usage est contraint par les règles du jeu. D'autre part, il y a des valeurs qui renvoient symboliquement au fonctionnement du monde. Ainsi, il existe des jeux où affamer son adversaire permet de gagner (Monopoly, par exemple) et d'autres où cela est interdit (Awélé, par exemple), des jeux où l'extermination est la règle (dames) et d'autres où dominer suffit (jeu d'échecs).
La première face est le « ludant », ce qui permet de jouer. La seconde ce qui est joué, le « ludé ». Exemple : Le jeu de dînette permet à l'enfant de se prendre pour un adulte qui s'adonne aux tâches domestiques du ménage. L'enfant s'essaye ainsi à occuper la place de l'adulte qui, dans la famille, fait à manger. Il fait alors comme s'il était grand. D'un côté le ludant « dînette », de l'autre le ludé « place sociale ».
Cette faculté du jeu de modéliser les valeurs morales, mais aussi formelles du monde, en fait un outil éducatif potentiellement puissant.
Ces néologismes (ludant et ludé), non justifiés scientifiquement, font une référence explicite aux termes de la linguistique « signifiant » et « signifié ». Dans ce cadre, pourquoi ne pas utiliser les mots génériques du domaine reconnus de façon académique ? Plus encore, quel est le ludant dans un jeu comme « chat » et quel est le ludé dans un jeu comme le « morpion » ?

## Typologie

### Jeux d'argent

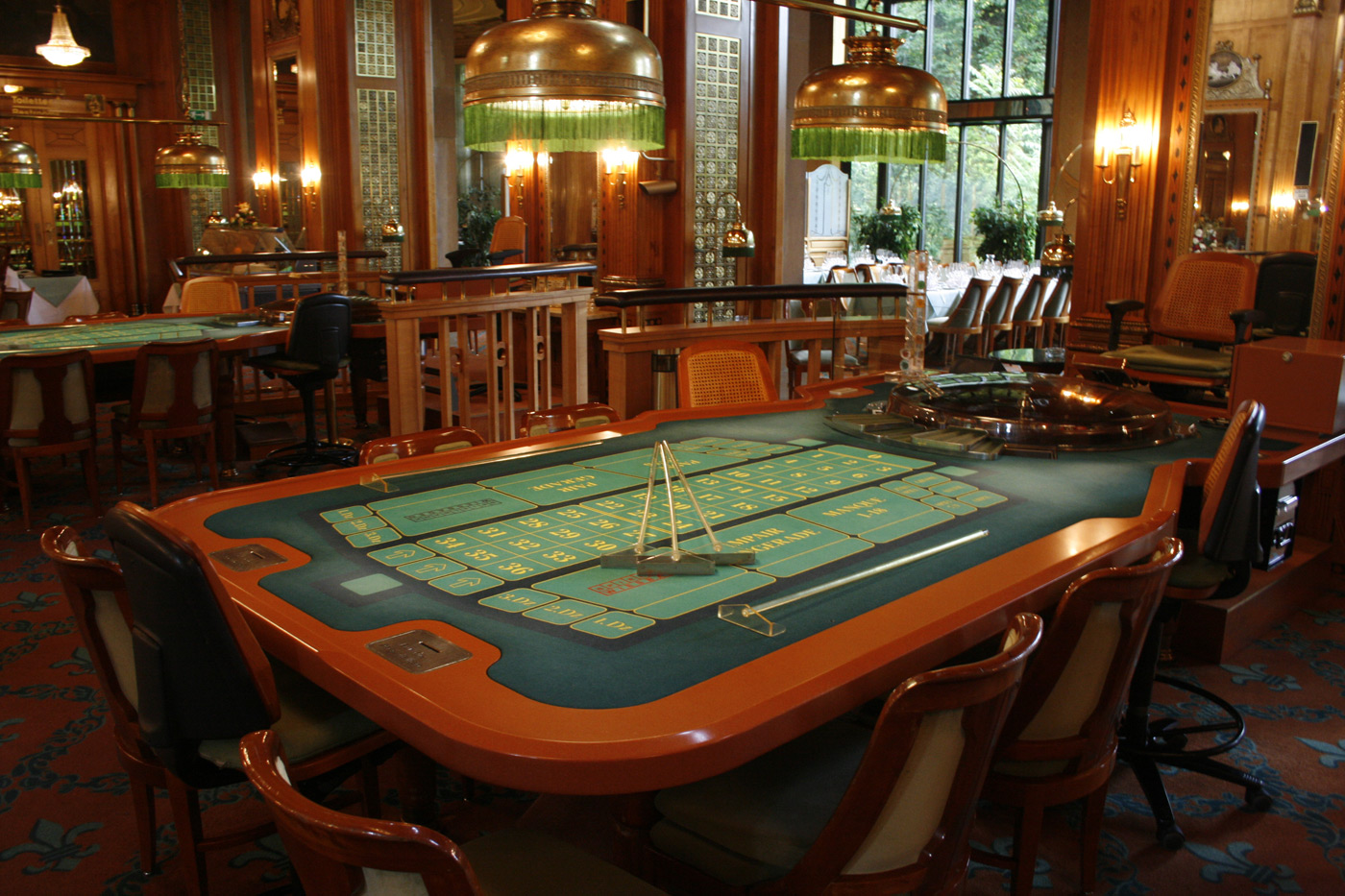
Une table de roulette à Wiesbaden.

La plupart des jeux d'argent font appel au hasard : jeux de hasard pur (loterie, roulette...), jeux de hasard raisonné se pratiquant avec des cartes comme le poker ou avec des dés comme le backgammon.
Dans les jeux de hasard pur, les stratégies qui tentent d'augmenter les chances sont appelées martingales. Les personnes qui s'adonnent à ces jeux de hasard et d'argent (gambling, en anglais) peuvent développer une forte dépendance à ceux-ci. On nomme cette psychopathologie (addiction, en anglais) « jeu pathologique » ou « jeu excessif ».
Dans certains pays, les États tirent une part importante de leurs revenus de jeux organisés à l'échelle du pays : loterie ou loto national, pari mutuel urbain, etc. Les États-Unis veulent empêcher leurs résidents de jouer sur des sites basés à l'étranger. Ils ont été condamnés à l'OMC et ont encore renforcé leur loi au nom de la moralité.[réf. nécessaire] Ensuite, ils ont légiféré de telle sorte que les règles de l'OMC ne s'appliquent plus aux jeux et aux paris en ligne.[réf. nécessaire]
Également, les jeux d'argent clandestins varient en importance relative selon les pays.
Les casinos et salles de jeu accueillent des jeux traditionnels comme la roulette, le Jeu de la boule ou les machines à sous. On peut y pratiquer des jeux de cartes comme le baccara, le chemin de fer ou le blackjack.
Le jeu pathologique est semblable à la dépendance à l'alcool et aux drogues. Par le jeu, la personne ayant un problème de jeu excessif maintient un ensemble de comportements qui mettent en péril sa vie personnelle, familiale ou professionnelle et celle de son entourage.

### Jeux de société
Cette famille est très vaste et on y dénombre toutes sortes de variétés de jeux : jeux de réflexion, jeux de hasard pur ou raisonné, jeux de déduction, jeux de lettres, jeux de connaissance, etc.
Certains jeux de société, devenus très importants, réunissent des communautés de joueurs qui s'y consacrent presque exclusivement.
C'est par exemple le cas pour des jeux très classiques, comme le jeu d'échecs, le bridge ou le Scrabble. Mais c'est également le cas de jeux plus récents comme les jeux de simulation, dont les règles visent à décrire de manière fine certaines situations et en particulier, les jeux de rôle et les jeux de guerre et plus spécialement les jeux de figurines.

### Jeux solitaires
Parmi les jeux qui se pratiquent seuls, on trouve tous les casse-tête comme le Cube de Rubik, le tangram ou le Puzzle multi-pyramidal. Certains jeux ne demandent qu'un papier et un crayon comme les énigmes, les mots croisés, les mots mêlés, les labyrinthes, ou les sudokus que l'on trouve généralement dans des journaux.
Les jeux de cartes qui se pratiquent seuls sont appelés des patiences.
Les puzzles sont en anglais tous les casse-tête. En français, un puzzle est une image à reconstituer à partir d'éléments découpés. Le puzzle se pratique en principe seul, mais il n'est pas rare que rapidement plusieurs personnes s'adonnent ensemble à ce plaisir et le puzzle devient alors un véritable jeu de coopération.

### Jeux vidéo
Les jeux vidéo utilisent des moyens techniques spécifiques, soit des consoles de jeu vidéo, des bornes d'arcade, ou encore des ordinateurs. D'invention assez récente (dans les années 1950), ils ont ouvert le champ à de nouvelles manières de jouer. Plusieurs genres de jeu vidéo ont vu le jour :
- le jeu de simulation ;
- le jeu de plates-formes ;
- le jeu de tir à la première personne (FPS pour First Person Shooter) ;
- le jeu d'aventure ;
- le jeu de stratégie en temps réel (RTS pour Real Time Strategy) ;
- le shoot them up ;
- le jeu de rôle (RPG pour Role Playing Game) ;
- le jeu en réseau ;
- le jeu en ligne massivement multijoueur (MMOG pour Massive Multiplayer Online Game) ;
- le jeu sur internet (site jeu) ;
- le jeu vidéo de gestion.

### Jeux de stratégie

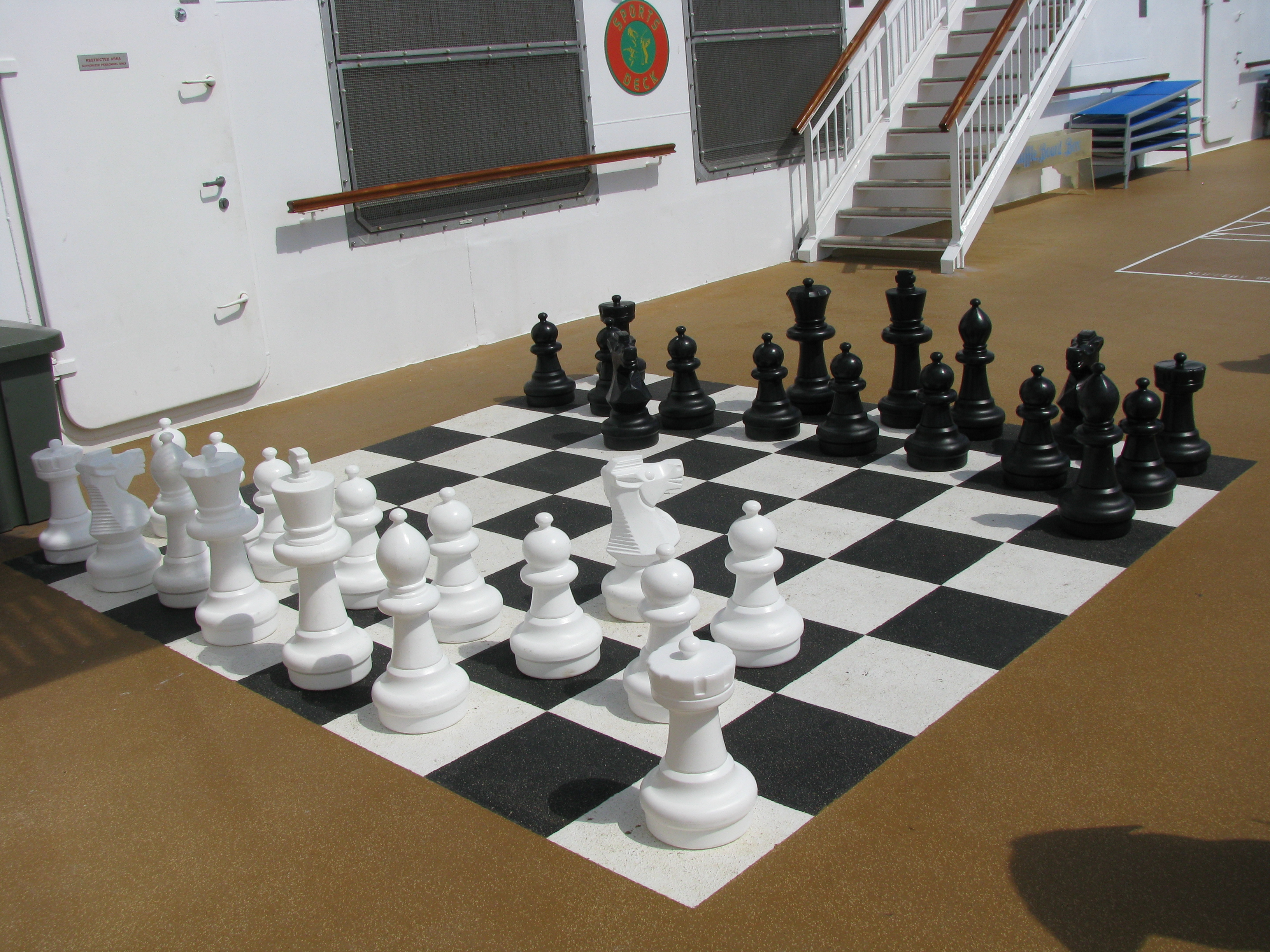
Jeu d'échecs géant sur un paquebot.

L'expression « jeu de stratégie » a de nombreuses et diverses significations. Pour les uns, il s'agit d'un jeu de guerre ou d'un jeu de simulation, informatisé ou non, comme le Monopoly. Ces jeux se basent sur l'expérience sociale, plus que sur des règles, et font appel au sort.
D'autres classent comme jeu de stratégie ceux dans lesquels le rôle du hasard est réduit au minimum. Dans les échecs, les dames, le go, seul le premier à jouer peut être tiré au sort si une hiérarchie entre les joueurs ne le décide pas. Le jeu de stratégie s'oppose ainsi au jeu de hasard.

### Jeux par correspondance
Le jeu par correspondance a d'abord été pratiqué par courrier postal. Il conserve aujourd'hui de nombreux adeptes.
L'émergence d'Internet a profondément bouleversé les pratiques. Avec le courriel électronique ou le navigateur web, gratuit le plus souvent et rapide, le jeu par correspondance a conquis de nouveaux adeptes. Cette pratique est parfois désignée par l'abréviation anglaise PBeM (Play by e-mail).
Il peut être sous plusieurs formes :
- la liste de diffusion, où chacun effectue son tour par l'envoi d'un courriel contenant les ordres de jeu ;
- le forum, où l'on pourra directement lire les actions entreprises par les autres joueurs, et passer les siennes ;
- le site spécialisé, qui automatise un jeu et permet de constater immédiatement le résultat de ses actions.

### Livres-Jeux
Les livres-jeux sont souvent aussi appelés Livres dont Vous êtes le Héros, du nom de la collection la plus célèbre en France. Les éditions Gallimard créent, dans les années 1990, la collection Un livre dont vous êtes le héros; très populaires auprès des adolescents, ces livres-jeux sont actuellement réédités. Ce sont des livres interactifs dont le déroulement dépend des choix du lecteur. Les actions y sont souvent résolues par des lancers de dés.
On trouve également les livres avec des jeux d'observation comme le célèbre Où est Charlie ? 

### Jeux à monnayeur

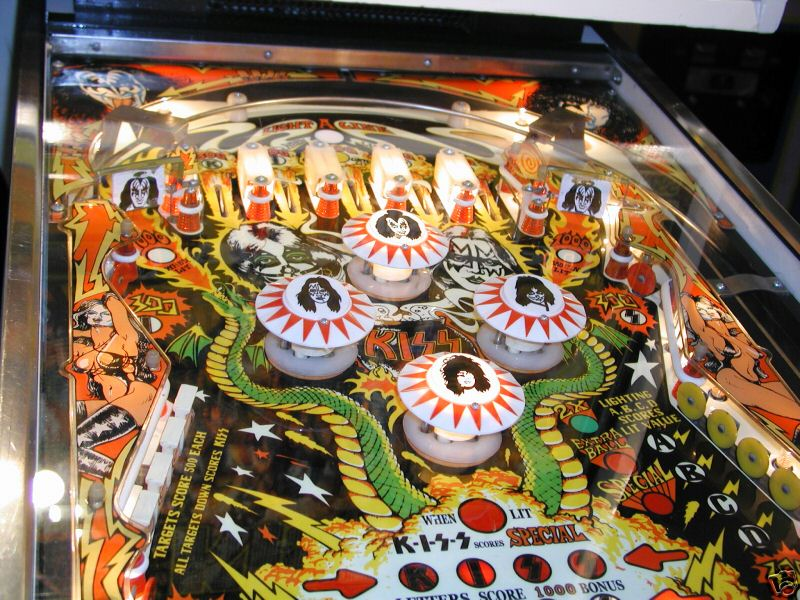
Détail d'un flipper consacré au groupe Kiss.

On peut regrouper sous cette dénomination tous les jeux auxquels il est possible de jouer dans un café ou une salle de jeux. Insérer une pièce dans le monnayeur permet d'acheter une ou plusieurs parties.
Certains jeux ne sont apparus que sous la forme de jeux à monnayeur, comme le flipper, les jeux d'arcade et dans une certaine mesure le baby-foot. Parfois, des jeux traditionnels sont adaptés. C'est par exemple le cas du billard ou des fléchettes.

### Jeux d'adresse
Ce sont des jeux liés à la précision du geste, comme les fléchettes, le cerceau, le bilboquet, les osselets, les jeux de boules, de billes ou de quilles. Des jouets comme la toupie demandent et développent une forme d'adresse. Les sports comportent le plus souvent une part d'adresse ; les virtuoses de jeux d'adresse comme le jonglage en font souvent un élément de spectacle, ce qui les sort de la catégorie des jeux à proprement parler,.
Dans l'ethnographie des jeux, Marcel Mauss recommande de distinguer les jeux d'adresse manuelle des jeux d'adresse corporelle, qui engagent de plus grands efforts. Le jeu manuel le plus répandu (à son époque) est le cat's cradle (berceau du chat). Le jeu de marelle, un des jeux d'adresse corporelle les plus pratiqués, s'accompagne, comme souvent, de « jeux oraux ». Les adultes et adolescents pratiquent plus souvent les jeux de balle. Les jeux peuvent impliquer de véritables compétences techniques, comme on le voit dans l'exemple des batailles de cerfs-volants,.

### Jeux d'acrobatie ou à sensations

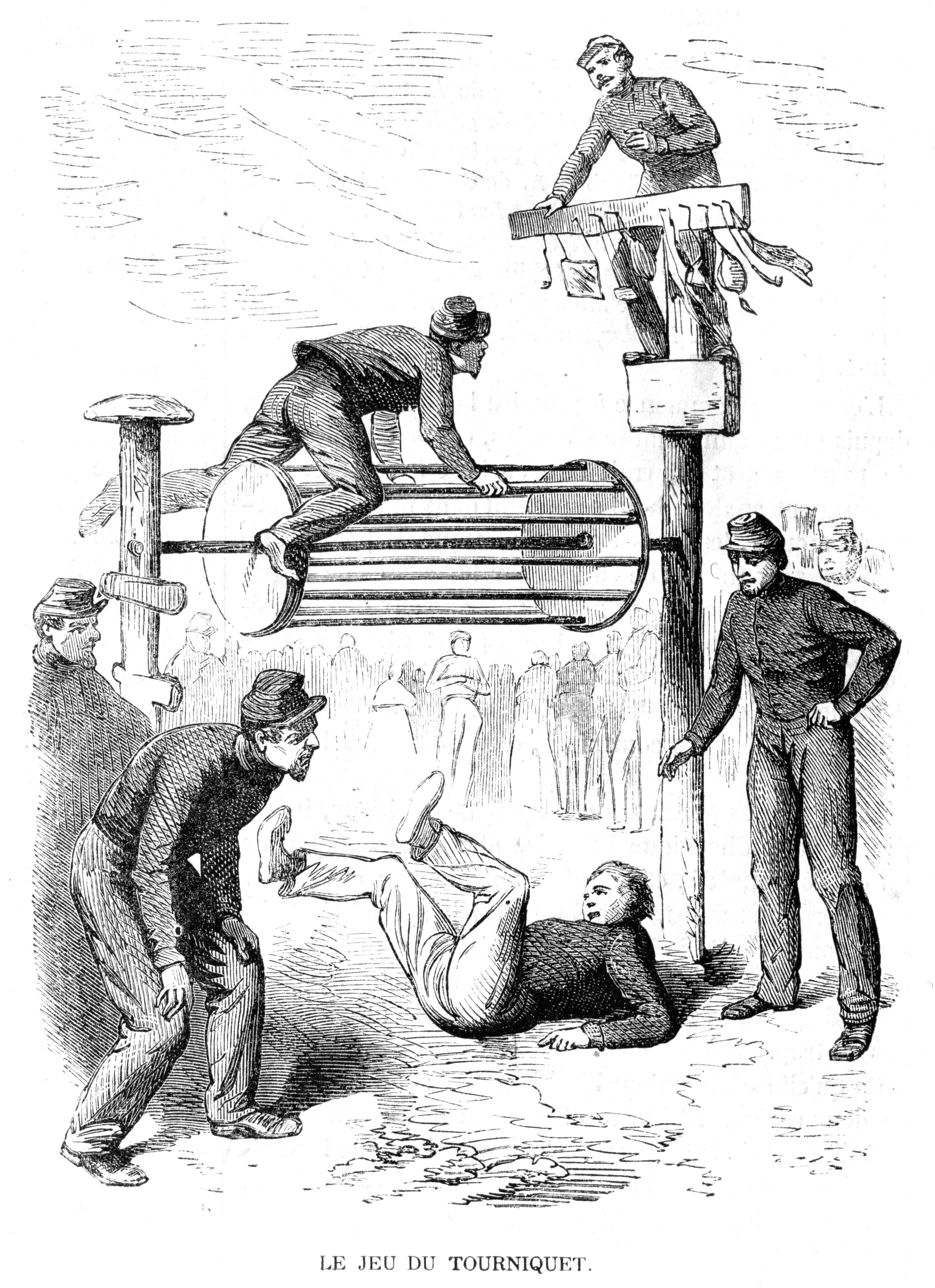
Le jeu du tourniquet, gravure, L'Illustration 1862.

Bien qu'elles portent le substantif jeu dans leur nom, certaines activités ne répondent pas à la définition : « activité de loisirs d'ordre physique ou psychique, soumise à des règles conventionnelles[réf. nécessaire] ». Elles sont généralement à classer dans la rubrique des jouets ou des équipements de loisirs, dès lors qu'elles ne comportent pas de règles conventionnelles.
Les jeux d'extérieur, ou agrès, comme le tourniquet, le tape-cul, le toboggan, le bac à sable ou la balançoire sont en fait des équipements de loisir[réf. nécessaire]. Il en est de même pour les jeux de bassin comme la pataugeoire. Cependant, pour Roger Caillois, cette catégorie est elle aussi une des variations du jeu, dans l'attirance de l'homme à trouver du plaisir de façon gratuite dans la poursuite du vertige (ilinx).
Un jeu de construction n'est pas à proprement parler un jeu mais un jouet qui laisse libre cours à l'imagination[réf. nécessaire]. Une boîte de chimie initie l'enfant au monde de la chimie.

### Jeux de mots
Les jeux de mots sont une variété de jeux d'adresse, dans lesquels on déploie, sans autre objectif, ses compétences dans la maîtrise de la langue et de la logique.
Dans l'enfance, les jeux de mots sont les « jeux oraux » : devinettes, charades. Les jeux de mots poursuivent cette veine à l'âge adulte. La psychanalyse et la linguistique s'intéressent à ces plaisanteries, qui mettent souvent en œuvre des symboles et des doubles ententes.
Les divertissements de l'âge adulte peuvent se pratiquer par écrit, seul comme les mots croisés et leurs variantes, à plusieurs quand il s'agit de jeux de lettres comme le scrabble. Les jeux linguistiques se pratiquent parfois à plusieurs, comme le cadavre exquis.

#### Monographies
- Guillaume Belèze, Jeux des adolescents, Paris, L. Hachette, 1856 — sur Gallica
- Claude Bensch, Jeux de velus : l'animal, le jeu et l'homme, Paris, Odile Jacob, 2000
- Eric Berne (trad. Leo Dilé), Des jeux et des hommes : Psychologie des relations humaines [« Games people play »], Paris, Stock, 1967 (1re éd. 1964)
- Gilles Brougère, Jeu et Éducation, Paris, L'Harmattan, 1995 (« Compte-rendu », sur persee.fr par Georges Vigarello)
- Gilles Brougère, Jouer / Apprendre, Paris, Economica, 2005  (« Compte-rendu », sur osp.revues.org par Christine Delory-Momberger)
- Julie Delalande (dir.), Des enfants entre eux. Des jeux, des règles, des secrets, Paris, Autrement, 2009 (lire en ligne).
- Roger Caillois, Les jeux et les hommes : Le masque et le vertige, Paris, Gallimard, 1967 (1re éd. 1958) (ISBN 2-07-032672-1)
- [Caïra 2007] Olivier Caïra, Jeu de rôle : les forges de la fiction, CNRS, 2007, 312 p. (ISBN 978-2-271-06497-4) .
- Denise Garon, avec la collaboration de Filion Rolande. et Chiasson, Robert. Le Système ESAR : guide d’analyse, de classification et d’organisation d’une collection de jeux et jouets. – Montréal : Éditions ASTED ; Paris : Éditions du Cercle de la librairie. 2002
- Rolande Filion Le Système ESAR. Pour analyser, classifier des jeux et aménager des espaces. Revu et augmenté. Québec : Éditions À la page. 2015-2017
- Eugen Fink (trad. Hans Hildenbrand, Alex Lindenberg), Le jeu comme symbole du monde, Paris, Les Éditions de Minuit, coll. « Arguments », 1966, 248 pages (ISBN 2-7073-0130-2, présentation en ligne)
- Jacques Henriot, Le jeu, Paris, PUF, 1976 (1re éd. 1969)
- Johan Huizinga, Homo ludens : essai sur la fonction sociale du jeu [« Homo ludens, proeve eener bepaling van het spel-element der cultuur »], Paris, Gallimard, 1951 (1re éd. 1938) . « Homo Ludens. texte néerlandais ».
- Jean-Michel Mehl, Des Jeux et des hommes dans la société médiévale (coll. « Nouvelle bibliothèque du Moyen Âge », no 97), Champion, 2010, 376 p.  (ISBN 978-2-7453-1975-3)
- Jean Piaget, La formation du symbole chez l'enfant : imitation, jeu et rêve, image et représentation, Lausanne ; Paris, Delachaux et Niestlé, 1994, 8e éd. (1re éd. 1945) (présentation en ligne) .
- (en) Lev Vygotsky, Play and its role in the mental development of the child., New York, Basic Book, 1976.
- Donald W. Winnicott, Jeu et réalité : l'espace potentiel [« Playing and Reality »], Paris, Gallimard, 1975 (1re éd. 1971)

#### Articles
- Gilbert Boss, « Jeu et philosophie », Revue de Métaphysique et de Morale, Paris, 1979, no 4. (p. 493-520)
- Laurent Di Filippo, « Contextualiser les théories du jeu de Johan Huizinga et Roger Caillois », Questions de communication, no 25,‎ 2014, p. 281-308 (lire en ligne).